# Ꞑ
Cette page contient des caractères spéciaux ou non latins. S’ils s’affichent mal (▯, ?, etc.), consultez la page d’aide Unicode.
Ꞑ (minuscule : ꞑ), appelé N cramponné est une lettre supplémentaire de l'alphabet latin utilisée dans l’alphabet turcique uniforme en 1930, et dans plusieurs alphabets dérivés, comme les alphabets latins du tchétchène et du tatar des années 1990. Il n’est pas à confondre avec le N cédille ‹ ņ › ou le N ogonek ‹ n̨ ›.

## Utilisation
Le N cramponné fait partie de l’alphabet turcique yanalif et a été utilisé dans les années 1930 dans l’écriture de l’altaï méridional, du balkar, du bachkir, du kazakh, du karakalpak, du karatchaï, du khakasse, du khirghize, de l’ouzbek, du ouïghour, du tatar, du tatar de Crimée, du turkmène ; ainsi que dans l’écriture d’autres langues comme le doungane, l’évène, l’evenki, le kalmouk, le ket, le khanty, le komi-permiak, le koriak, le mansi, le nanaï, le nivkhe, le nogaï, le selkoupe ou le tchétchène.

## Représentations informatiques
La lettre N cramponné peut être représenté avec les caractères Unicode suivants (Latin étendu D) :
| formes    | représentations | chaînes de caractères | points de code | descriptions                        |
| --------- | --------------- | --------------------- | -------------- | ----------------------------------- |
| capitale  | Ꞑ               | Ꞑ                     | U+A790         | lettre majuscule latine n cramponné |
| minuscule | ꞑ               | ꞑ                     | U+A791         | lettre minuscule latine n cramponné |